# Collective Shout
Collective Shout é um grupo ativista australiano fundado em 2009 por Melinda Tankard Reist. Ele se descreve como "um movimento popular que desafia a objetificação das mulheres e a sexualização das meninas na mídia, na publicidade e na cultura popular". Embora tenham se concentrado em campanhas que desafiam o material adulto que acreditam objetificar e sexualizar mulheres e meninas, algumas organizações de notícias e advocacia consideram sua agenda antipornografia.
O grupo ganhou destaque em 2025 após fazer lobby com sucesso contra as plataformas de distribuição digital Steam e Itch.io, alegando que elas hospedavam centenas de videogames com temas como violência sexual e incesto. A campanha da Collective Shout contra jogos adultos, em colaboração com processadores de pagamento, levantou preocupações sobre o lobby da censura financeira, seu potencial alcance e seus potenciais efeitos prejudiciais à liberdade criativa, comunidades minoritárias e conteúdo.

## História
O Collective Shout foi fundado em 2009 por Melinda Tankard Reist, uma feminista pró-vida e ativista antipornografia.
De acordo com o Collective Shout, sua fundação foi em resposta à crescente preocupação com a sexualização de crianças. O nome da organização vem de uma carta que Tania Andrusiak enviou a Melinda Tankard Reist, dizendo sobre o livro de Reist Getting Real: Challenging the Sexualisation of Girls "Este livro é um grito coletivo contra a pornificação da cultura".
O Collective Shout foi descrito como um grupo de lobby antipornografia pelo The Guardian, Le Monde e outros meios de comunicação, bem como por jogos especializados e mídia LGBTQ+. A gerente de campanhas do grupo, Caitlin Roper, diz que o Collective Shout é apenas "'antipornografia' no sentido de que reconhecemos que a pornografia convencional retrata predominantemente a violência dos homens e o abuso de mulheres". Ela diz que eles "não estão procurando proibir nenhuma instância de conteúdo explícito ou adulto... A violência e a desumanização das mulheres não devem ser resultados aceitáveis da liberdade de expressão. Também temos que considerar quais vozes estão sendo ouvidas e quais estão sendo silenciadas".

## Afiliações
Melinda Tankard Reist é a "diretora de movimento" do Collective Shout, além de ser uma das fundadoras da organização.  Ela escreveu colunas para a ABC, o serviço público de notícias da Austrália. Sua biografia na ABC declara suas afiliações anteriores com a editora feminista Spinifex Press, o think tank conservador Women's Forum Australia, a ONG cristã World Vision e com o senador da Tasmânia Brian Harradine. Em 2019, ela participou da conferência nacional do National Council of Jewish Women Australia em Melbourne.
O Collective Shout afirma que as seguintes são organizações parceiras: a Fundação Australiana da Infância, Adopt Nordic WA, a Cimeira Australiana Contra a Exploração Sexual, Be Slavery Free, a Campanha Contra os Robôs Sexuais, a Coalizão Contra o Tráfico de Mulheres na Austrália (CATWA), as Mulheres da Cidade de Toowoomba, a Compassion International, os Corpos em Perigo, as Raparigas em Ascensão, o Centro Internacional sobre Exploração Sexual, o Micah, o Conselho Nacional das Mulheres Judeias da Austrália, o Centro Nacional sobre Exploração Sexual, o Not Buying It, a Conferência Resilient Kids, as Soluções de Segurança Cibernética, a Jornada do Rito, as Vozes das Mulheres, os Bravehearts, a Fundação Raise e a Read To My Child.

## Campanhas
Em 14 de setembro de 2011, o Collective Shout apelou da classificação R18+ do controverso A Serbian Film (2010), que retrata a agressão sexual infantil como uma alegoria para a violência do pós-guerra, perante o Conselho Australiano de Revisão de Classificação após ler as críticas do filme e os relatos do conteúdo do filme. O Collective Shout descreveu cenas do filme para o conselho de revisão, resultando na mudança da classificação do filme para classificação recusada. O RealTime respondeu à mudança de classificação, dizendo "Há algo enervante sobre os discursos contemporâneos sobre filmes serem ditados por políticos, comentaristas religiosos conservadores, grupos de interesses especiais e burocratas não eleitos."
Em 2013, o Collective Shout protestou contra a transmissão da Lingerie Football League pela Seven Network, escrevendo que era "sexista e degradante para todas as mulheres. Não é um esporte, seu objetivo é objetificar as mulheres".
Em 2017, Reist escreveu na coluna Religion & Ethics da ABC para criticar a série erótica adulta Fifty Shades. O Collective Shout declarou: "Isso não é entretenimento. Isso não é sexy. Isso resulta em sérios danos às mulheres e, no pior cenário, assassinato." No mesmo ano, o grupo protestou contra um pedido de um hotel em Geraldton para empregar " garçonetes escassas". De acordo com o Geraldton Guardian, "Roper disse que o tratamento das mulheres como entretenimento sexual estava ligado à violência contra as mulheres."
O Collective Shout fez campanha contra certos anúncios colocados na Austrália, como os anúncios de lingerie Honey Birdette em 2017. Reist escreveu em sua coluna Religião e Ética naquele ano que a Austrália deveria implementar padrões de publicidade semelhantes aos da França. Em 2020, o restaurante de fast food KFC se desculpou depois que o Collective Shout criticou seu anúncio de televisão por conter " aliciamento sexista" e uma "regressão a estereótipos cansados e arcaicos, onde mulheres jovens são sexualmente objetificadas para o prazer masculino". No entanto, esse anúncio não foi considerado uma violação pelo departamento de padrões de anúncios da Austrália.

### Música rap
Em 2013, o grupo tentou revogar o visto australiano de Tyler, the Creator e cancelar seus shows, nos quais foram apoiados pelo deputado Alex Hawke. Um membro do Collective Shout denunciou Tyler, the Creator à polícia "por abuso verbal". Tyler afirmou que acreditava ter sido impedido de entrar na Austrália, mesmo que sua empresa de turnê tenha declarado que, embora o governo tivesse "levantado problemas" com seu pedido de visto, eles não o recusaram. Suas turnês pela Austrália foram, no entanto, canceladas em 2015 devido a conflitos com o Collective Shout.
O grupo também fez lobby sem sucesso para que o visto do rapper americano Snoop Dogg fosse revogado. Eles declararam: "As letras de Snoop Dogg glorificam a violência contra as mulheres, o que coloca todas as mulheres em perigo. Seu comportamento também contradiz nosso Plano Nacional para Reduzir a Violência Contra as Mulheres." Mais tarde, eles fizeram campanha para que Eminem fosse banido da Austrália.

### Videogames
De acordo com o Rock Paper Shotgun, "o Collective Shout há muito tempo pede a proibição ou a remoção de jogos que eles consideram violentamente sexistas, exploradores e abusivos, como parte de uma campanha mais ampla contra a sexualização e a objetificação das mulheres na mídia. Grande parte de sua campanha se baseia no argumento de que existe uma relação causal entre tais representações e o abuso na vida real."
Em 2014, o Collective Shout protestou contra o videogame Grand Theft Auto V ("GTA V").(141–142) Eles descreveram o GTA V como um "videogame que incentiva os jogadores a assassinar brutalmente mulheres para entretenimento". O jogo foi banido das redes de varejo Target e Kmart na Austrália naquele ano, pelo qual o grupo assumiu a responsabilidade. Em resposta a esta campanha, um troll anônimo da Internet postando no 4chan assumiu a responsabilidade por se passar por um dos líderes do grupo online.(141–142)
Em 2018, a Collective Shout promoveu uma petição para proibir a venda de Detroit: Become Human na Austrália, um jogo que, segundo eles, continha temas de "abuso infantil e violência contra mulheres".

### Proibições de jogos Steam e Itch.io em 2025
O Collective Shout solicitou o banimento do jogo de simulação de estupro e incesto No Mercy do Steam, que se recusou a fazê-lo, de acordo com Reist. No entanto, o desenvolvedor do jogo foi pressionado por agências governamentais do Reino Unido, Canadá e Austrália, que haviam banido o jogo, e por outros grupos como o Collective Shout para posteriormente removê-lo das plataformas de jogos.
Após descobrir No Mercy, o Collective Shout identificou centenas de jogos no Steam que apareceram em buscas pelo termo "estupro" ou que continham temas de incesto, violência sexual e/ou abuso infantil. Em julho de 2025, o Collective Shout lançou uma campanha de carta aberta "exigindo que as empresas de cartão de crédito e o PayPal bloqueassem os pagamentos" para jogos no Steam e no Itch.io. O Collective Shout disse que pressionou os processadores de pagamento após não receber nenhuma resposta a 3.000 e-mails enviados à empresa controladora do Steam, a Valve Corporation. A campanha foi coassinada por outros grupos e indivíduos, incluindo aqueles do National Centre on Sexual Exploitation (NCOSE, anteriormente "Morality in Media"), sediado nos EUA, Exodus Cry (EUA), FiLiA (Reino Unido) e Coalition Against Trafficking in Women Australia (CATW). Depois disso, centenas de jogos foram supostamente removidos do Steam, citando pressão dos processadores de pagamento para remover o conteúdo, enquanto o Itch.io desindexou todos os jogos adultos não seguros para o trabalho, afirmando a necessidade de cumprir com os processadores de pagamento imediatamente para permanecer viável, enquanto planejava restabelecer os projetos compatíveis de volta ao serviço a tempo. Foi relatado que mais de 20.000 jogos foram retirados da lista pelo Itch.io antes que a plataforma começasse a restabelecê-los condicionalmente.
A campanha de 2025 do Collective Shout contra jogos que continham temas de violência sexual levou a uma controvérsia significativa, com a organização dizendo que recebeu abusos misóginos e ameaças online como resultado. Rock Paper Shotgun disse que houve "protesto de desenvolvedores de jogos eróticos e jornalistas que veem isso como a continuação de um padrão de instituições financeiras usando seu controle de transações para silenciar expressões 'tabu' de sexo". Vários jogos não pornográficos foram afetados pelas remoções do itch.io, incluindo Last Call, um jogo autobiográfico indicado ao prêmio que explora abuso doméstico e recuperação por meio de poemas e não apresenta imagens explícitas. Os desenvolvedores de Consume Me, que foi inicialmente relatado como tendo sido afetado, comentaram que "a posição desses grupos de direita é frequentemente que QUALQUER conteúdo LGBTQ+ é 'adulto' por padrão". Disseram também: "Existem muitas mulheres que consomem e apreciam conteúdo adulto. Existem muitas mulheres que produzem conteúdo adulto e merecem ser compensadas de forma justa pelo seu trabalho. Cortar estas mulheres dos fluxos de rendimento e das audiências não as 'protege' em nada."
Após as remoções dos jogos do Steam, a repórter do Vice.com Ana Valens escreveu sobre a reivindicação de responsabilidade do grupo, dizendo que o grupo havia retuitado uma feminista radical trans-excludente que alegou que "nerds pervertidos são responsáveis pela maioria dos males da sociedade" e expressou dúvidas de que os jogos visados realmente retratassem abuso infantil. Em um artigo de acompanhamento, Valens observou a associação do Collective Shout com o NCOSE e o Exodus Cry, que ela descreveu como "propensos à censura", e acusou o grupo de "visar videogames populares que retratam crianças em cenários onde enfrentam sofrimento ou dano — mesmo que essas representações tenham a intenção de encorajar preocupação e cuidado no jogador". Ela citou a campanha do Collective Shout contra o jogo Detroit: Become Human de 2018, que o grupo visou devido à sua representação de "abuso infantil e violência contra mulheres". No entanto, Valens argumentou que a representação "pretendia encorajar empatia pela mulher e criança abusadas". Ambos os artigos foram posteriormente retirados pelo operador do Vice.com, Savage Ventures, devido a "preocupações sobre o assunto controverso", seguido pela saída de Valens e de vários colegas de trabalho do site.
Contra-campanhas surgiram para protestar contra a campanha para retirar da lista os jogos Steam e Itch.io, inclusive na forma de petições, telefonemas e e-mails.